# Orgilus capeki
Orgilus capeki är en stekelart som beskrevs av Taeger 1989. Orgilus capeki ingår i släktet Orgilus och familjen bracksteklar. Inga underarter finns listade i Catalogue of Life.